# Przytulia trójrożna
Przytulia trójrożna (Galium tricornutum Dandy) – gatunek rośliny należący do rodziny marzanowatych. Występuje w Azji (Mongolia, Kazachstan, Turkmenistan) i Europie. Rozprzestrzenia się również na innych obszarach o klimacie umiarkowanym. W Polsce występuje tylko czasami na południu, jako gatunek zawlekany.

## Morfologia

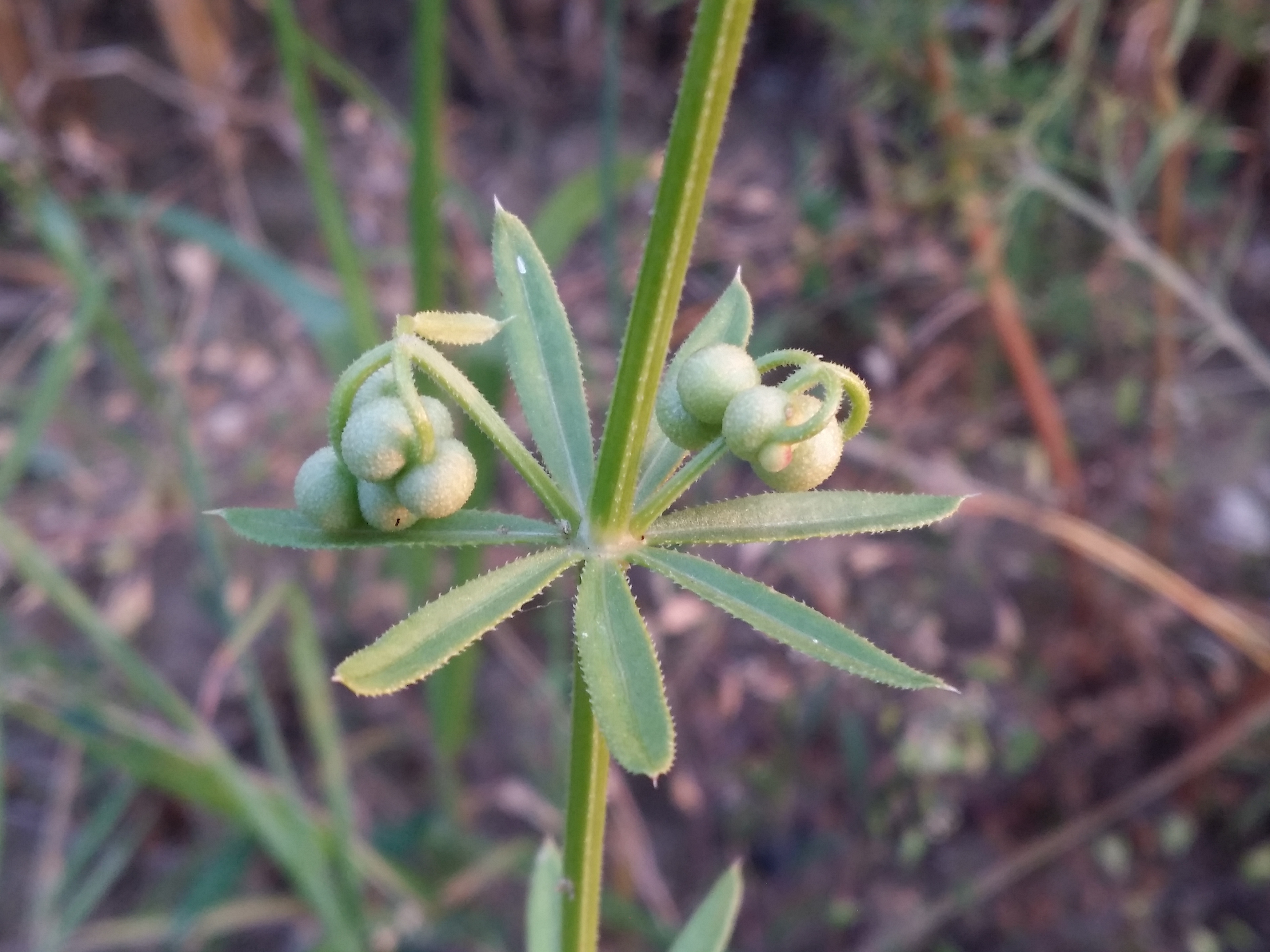
Owoce

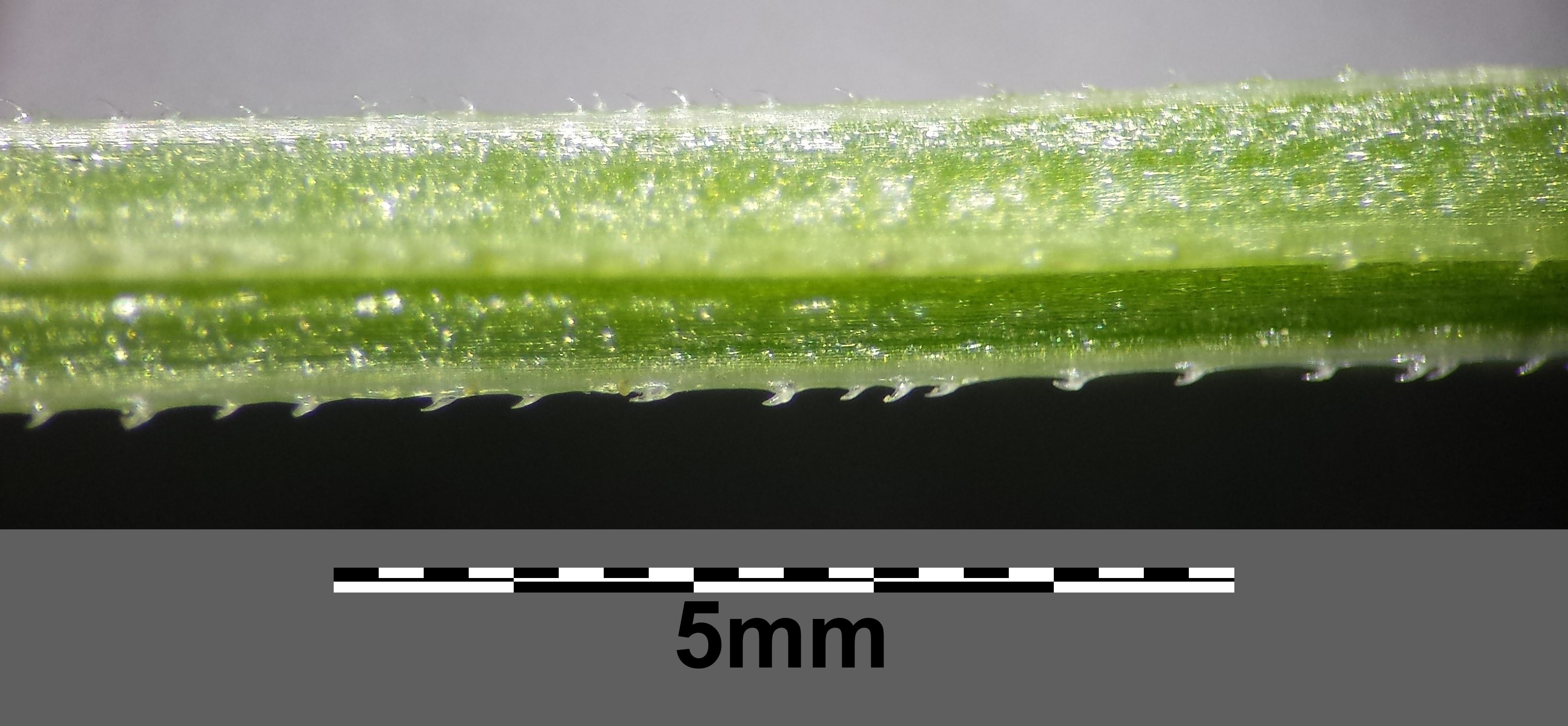
Łodyga

Łodyga4-kanciasta, do 80 cm długości, pokryta zadziorkami skierowanymi w dół.
LiścieRównowąskolancetowate, jednonerwowe, z krótkim ostrzem na szczycie, zebrane w okółki po 6-10, z zadziorkami na brzegach skierowanymi w dół.
KwiatyZielonawobiałe, zebrane w 3-kwiatowe kwiatostany wyrastające z kątów liści, nie dłuższe od nich. Szypułki po przekwitnieniu odgięte w dół. Korona kwiatu 4-dzielna.
OwocDrobno, kolczasto brodawkowaty, długości 3-4 mm.

## Biologia i ekologia
Roślina jednoroczna. Chwast pól uprawnych. Kwitnie od maja do października. Gatunek charakterystyczny zespołu Caucalido-Scandicetum.

## Zagrożenia
Roślina umieszczona na Czerwonej liście roślin i grzybów Polski (2006) w grupie gatunków narażonych na wyginięcie (kategoria zagrożenia: V). W wydaniu z 2016 roku otrzymała kategorię EN (zagrożony).